# Đá quý (khoáng vật)

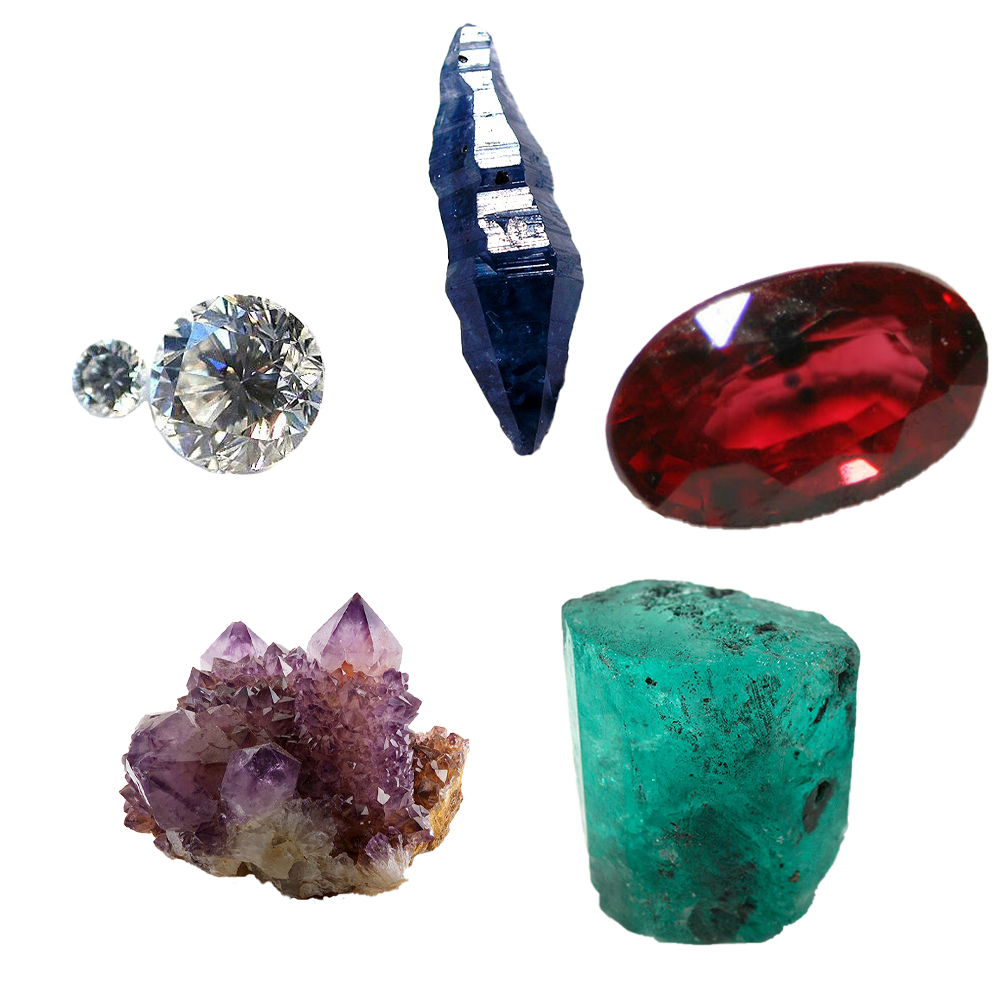
Nhóm đá quý và bán quý—cả đá chưa cắt và đá mài giác—bao gồm kim cương (theo chiều kim đồng hồ từ trên cùng bên trái), sapphire tổng hợp chưa cắt, hồng ngọc, ngọc lục bảo chưa cắt và cụm tinh thể thạch anh tím.

Đá quý (tiếng Anh: gemstone) là một mảnh tinh thể khoáng, khi được cắt hoặc đánh bóng, được dùng để làm đồ trang sức hoặc đồ trang trí khác. Một số loại đá (như đá lapis lazuli, đá opal và đá obsidian) và đôi khi là các vật liệu hữu cơ không phải là khoáng chất (như hổ phách, đá huyền thạch và ngọc trai) cũng có thể được sử dụng làm đồ trang sức và do đó thường được coi là đá quý.
Hầu hết các loại đá quý đều cứng, nhưng một số khoáng chất mềm hơn như Brazilite có thể được sử dụng làm đồ trang sức vì màu sắc, độ bóng hoặc các đặc tính vật lý khác có giá trị thẩm mỹ của chúng. Brazilite có tên bắt nguồn từ quốc gia xuất xứ của nó, Brazil, là một loại khoáng chất photphat màu vàng lục điển hình, thường được tìm thấy nhiều nhất trong các pegmatit giàu photphat.
Tuy nhiên, nói chung, các khoáng chất mềm thường không được sử dụng làm đá quý vì chúng giòn và không bền.
Ngành công nghiệp đá quý màu (tức là bất kỳ loại đá quý nào khác ngoài kim cương) hiện có mặt trên khắp thế giới và ước tính có giá trị khoảng 1,55 tỷ đô la Mỹ vào năm 2023 và dự kiến sẽ tăng đều đặn lên mức 4,46 tỷ đô la Mỹ vào năm 2033.
Một chuyên gia về đá quý được gọi là nhà nghiên cứu đá quý, một người chế tác đá quý được gọi là thợ cắt đá quý; một người cắt kim cương được gọi là thợ cắt kim cương. Ngoài ra, vật liệu hoặc các khiếm khuyết bên trong viên đá có thể xuất hiện dưới dạng tạp chất.

## Lịch sử

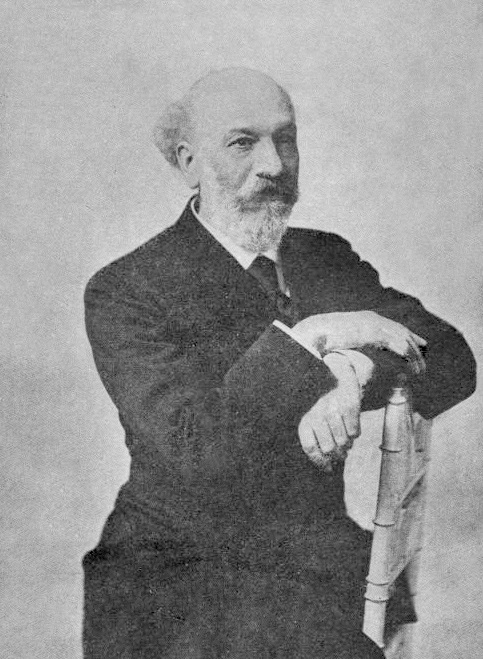
Auguste Verneuil – người sáng tạo ra phương pháp nung chảy bằng ngọn lửa năm 1902

Trước khi phát triển các quy trình tổng hợp, các lựa chọn thay thế đá quý tự nhiên trên thị trường là hàng nhái hoặc giả. Năm 1837, quá trình tổng hợp hồng ngọc thành công đầu tiên đã diễn ra.
Nhà hóa học người Pháp, Marc Gaudin đã tìm cách tạo ra các tinh thể hồng ngọc nhỏ bằng cách nấu chảy kali nhôm sunfat và kali cromat thông qua quá trình mà sau này được gọi là quá trình tan chảy thông lượng. Sau đó, một nhà hóa học người Pháp khác là Fremy đã có thể tạo ra một lượng lớn tinh thể hồng ngọc nhỏ bằng cách sử dụng chất trợ dung chì.
Một vài năm sau, một giải pháp thay thế cho chất trợ dung đã được phát triển, dẫn đến việc đưa ra thị trường loại được gắn nhãn "hồng ngọc tái tạo". Hồng ngọc tái tạo được bán dưới dạng một quá trình tạo ra những viên hồng ngọc lớn hơn từ việc nấu chảy các mảnh hồng ngọc tự nhiên lại với nhau. Trong những nỗ lực sau này để tái tạo lại quá trình này, người ta nhận thấy là không thể thực hiện được và người ta tin rằng những viên hồng ngọc được tái tạo rất có thể được tạo ra bằng phương pháp nấu chảy bột hồng ngọc gồm nhiều bước.
Auguste Verneuil, một học trò của Fremy, đã tiếp tục phát triển phương pháp nung chảy bằng ngọn lửa như một phương pháp thay thế cho phương pháp nung chảy bằng chất trợ dung. Phương pháp Verneuil còn được gọi là quy trình nung chảy ngọn lửa, phương pháp sản xuất ruby và sapphire tổng hợp.
Ông đã phát triển những lò nung lớn có khả năng sản xuất số lượng lớn corundum hiệu quả hơn và làm thay đổi thị trường đá quý một cách đáng kể. Quá trình này vẫn được sử dụng cho đến ngày nay và các lò nung không có nhiều thay đổi so với thiết kế ban đầu. Sản lượng corundum trên thế giới sử dụng phương pháp này đạt tới 1000 triệu carat mỗi năm.

## Đặc điểm và phân loại

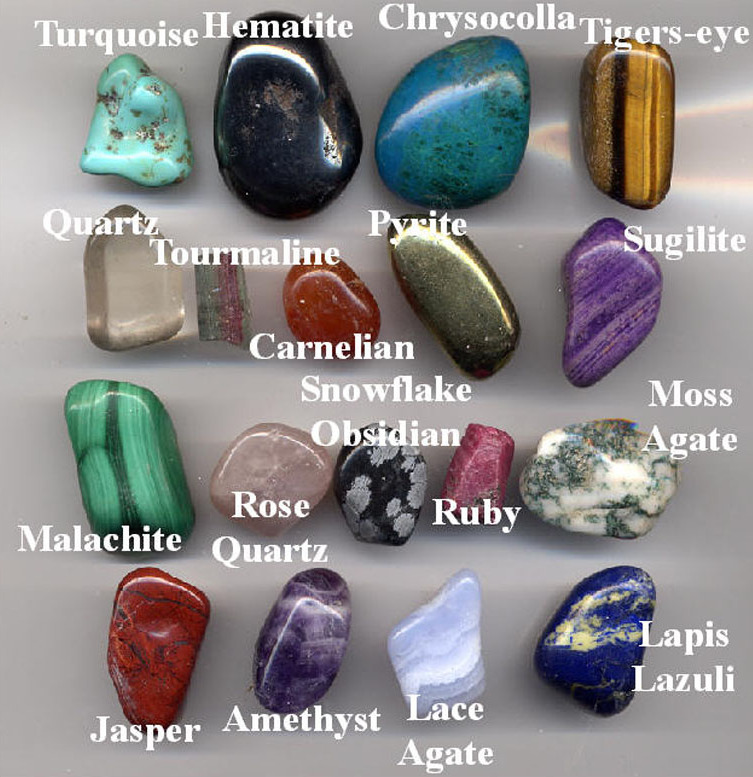
Một bộ sưu tập đá quý được tạo ra bằng cách chà xát đánh bóng những viên đá thô, ngoại trừ hồng ngọc và tourmaline, với hạt mài mòn bên trong thùng quay. Viên đá lớn nhất ở đây dài 40 mm (1,6 in).

Cách phân loại truyền thống ở phương Tây bắt nguồn từ thời Hy Lạp cổ đại, bắt đầu bằng sự phân biệt giữa quý và bán quý; sự phân biệt tương tự cũng được thực hiện ở các nền văn hóa khác. Trong sử dụng hiện đại, các loại đá quý là ngọc lục bảo, hồng ngọc, sapphire và kim cương, còn tất cả các loại đá quý khác là bán quý.
Sự khác biệt này phản ánh độ hiếm của các loại đá tương ứng trong thời cổ đại cũng như chất lượng của chúng: tất cả đều trong mờ, có màu sắc đẹp ở dạng tinh khiết nhất (ngoại trừ kim cương không màu) và rất cứng với điểm độ cứng từ 8 đến 10 trên thang Mohs. Các loại đá khác được phân loại theo màu sắc, độ trong  mờ và độ cứng của chúng. Sự khác biệt truyền thống không nhất thiết phản ánh những giá trị hiện đại; ví dụ, trong khi đá garnet tương đối rẻ, thì một loại đá garnet xanh gọi là đá tsavorite có thể có giá trị hơn nhiều so với một loại ngọc lục bảo chất lượng trung bình.
Một thuật ngữ truyền thống khác dành cho đá bán quý được sử dụng trong lĩnh vực lịch sử nghệ thuật và khảo cổ học là đá cứng. Việc sử dụng thuật ngữ quý và bán quý vì mục đích thương mại được cho là gây ra hiểu lầm về việc một số loại đá nhất định có giá trị hơn những loại đá khác trong khi điều này hông phản ánh đúng giá trị thực té trên thị trường, mặc dù nhìn chung nó sẽ đúng nếu đề cập đến mức độ mong muốn.
Trong thời hiện đại, đá quý được xác định bởi các nhà nghiên cứu đá quý, họ mô tả đá quý và đặc tính của chúng bằng thuật ngữ kỹ thuật dành riêng cho lĩnh vực đá quý. Đặc điểm đầu tiên mà một nhà nghiên cứu đá quý sử dụng để xác định một viên đá quý là thành phần hóa học của nó. Ví dụ, kim cương được tạo thành từ cacbon (C), và hồng ngọc được tạo thành từ nhôm oxit (Al
2O
3). Nhiều loại đá quý là tinh thể được phân loại theo hệ tinh thể của chúng như khối lập phương hoặc tam giác hoặc đơn nghiêng. Một thuật ngữ khác được sử dụng là thói quen, hình dạng mà đá quý thường được tìm thấy. Ví dụ, kim cương, có hệ tinh thể lập phương, thường được tìm thấy dưới dạng bát diện.

Đá quý được phân thành các nhóm, loài và chủng loại khác nhau. Ví dụ, hồng ngọc là dạng màu đỏ của loài corundum, trong khi bất kỳ màu nào khác của corundum đều được coi là sapphire. Các ví dụ khác là emerald (xanh lục), aquamarine (xanh lam), beryl đỏ (đỏ), goshenite (không màu), heliodor (vàng) và morganite (hồng), tất cả đều là các loại của loài khoáng vật beryl.
Đá quý được đặc trưng bởi màu sắc (sắc thái, tông màu và độ bão hòa), hiện tượng quang học, độ bóng, chiết suất, lưỡng chiết, độ tán sắc, trọng lượng riêng, độ cứng, độ phân tách và độ nứt vỡ. Chúng có thể biểu hiện tính đa sắc hoặc khúc xạ kép. Chúng có thể có khả năng phát quang và phổ hấp thụ đặc biệt. Đá quý cũng có thể được phân loại theo "nước" của chúng. Đây là cách phân loại được công nhận về độ bóng, độ trong suốt hoặc "độ sáng" của đá quý. Ngoài ra, vật liệu hoặc các khuyết tật bên trong viên đá có thể xuất hiện dưới dạng tạp chất.

## Danh sách các loại đá quý hiếm
- Painite được phát hiện vào năm 1956 tại Ohngaing ở Myanmar. Khoáng vật này được đặt tên để vinh danh nhà nghiên cứu đá quý người Anh là Arthur Charles Davy Pain. Đã có lúc nó được coi là khoáng chất hiếm nhất trên Trái Đất.[26]
- Tanzanite được phát hiện vào năm 1967 ở miền Bắc Tanzania. Với nguồn cung có thể giảm trong 30 năm tới, loại đá quý này được coi là hiếm hơn kim cương. Loại đá quý này nhận được màu xanh rực rỡ khi bị nung nóng.[27]
- Hibonite được phát hiện vào năm 1956 tại Madagascar. Nó được đặt theo tên của người phát hiện ra nó, nhà địa chất người Pháp Paul Hibon. Hibonite có chất lượng đá quý chỉ được tìm thấy ở Myanmar.[28]

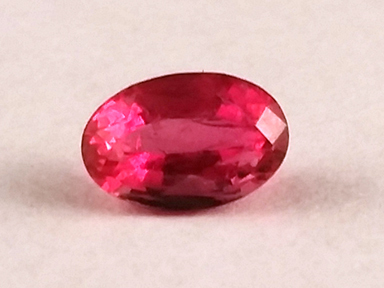
Beryl đỏ (Red Beryl) - được phát hiện vào năm 1940

- Beryl đỏ hay bixbite được phát hiện ở khu vực gần Beaver, tiểu bang Utah, Mỹ vào năm 1904 và được đặt theo tên nhà khoáng vật học người Mỹ Maynard Bixby.
- Jeremejevite được phát hiện vào năm 1883 ở Nga và được đặt theo tên người phát hiện ra nó, Pawel Wladimirowich Jeremejew (1830–1899).
- Chambersite được phát hiện vào năm 1957 ở hạt Chambers, Texas, Mỹ và được đặt tên theo vị trí của mỏ khai thác.
- Taaffeite được phát hiện vào năm 1945. Nó được đặt theo tên của người phát hiện ra, nhà nghiên cứu đá quý người Ireland, Bá tước Edward Charles Richard Taaffe.
- Musgravite được phát hiện vào năm 1967 tại dãy núi Musgrave ở Nam Úc và được đặt tên theo địa điểm này.

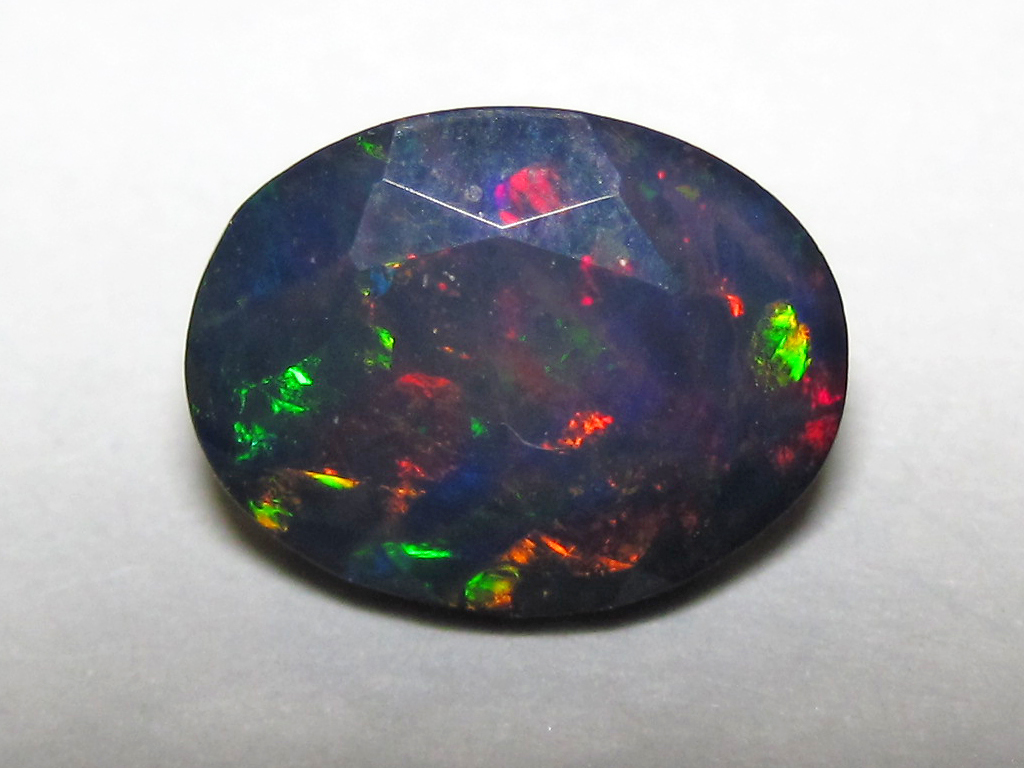
Đá Opal đen – loại đá opal hiếm nhất

- Đá opal đen được khai thác trực tiếp tại New South Wales, Úc, khiến nó trở thành loại đá opal hiếm nhất. Có thành phần sẫm màu hơn, loại đá quý này có thể có nhiều màu sắc khác nhau.[27]
- Grandidierite được Antoine François Alfred Lacroix (1863–1948) phát hiện vào năm 1902 tại Tỉnh Tuléar, Madagascar. Nó được đặt tên để vinh danh nhà tự nhiên học và nhà thám hiểm người Pháp Alfred Grandidier (1836–1912).
- Poudretteite được phát hiện vào năm 1965 tại mỏ đá Poudrette ở Canada và được đặt tên theo chủ sở hữu và người điều hành mỏ đá, gia đình Poudrette.
- Serendibite được Sunil Palitha Gunasekera phát hiện ở Sri Lanka vào năm 1902 và được đặt theo tên Serendib, tên tiếng Ả Rập cũ của Sri Lanka.
- Zektzerite được Bart Cannon phát hiện vào năm 1968 trên Kangaroo Ridge gần Washington Pass ở Quận Okanogan, Washington, Hoa Kỳ. Khoáng vật này được đặt tên để vinh danh nhà toán học và địa chất học Jack Zektzer, người đã trình bày tư liệu nghiên cứu vào năm 1976.